# 发言人
发言人，或稱「新闻发言人」、「新聞官」，是代表其他自然人或法人（如公司、政府或其他機構）的身份發言，並向记者宣传情况、回答提问的公共关系人员。許多政府部门和企业都有專任的发言人，有些則由總經理或其他高階經理人、官員兼任之。而許多職業運動員及藝人常由其經紀人兼任發言人。

## 流行文化
- 電影『魔鬼代言人』由基努李維、艾爾帕西諾主演。描述『魔鬼』撒旦的代言人律師的故事。